# Balla, ragazza, balla
Balla, ragazza, balla (Dance, Girl, Dance) è un film del 1940 diretto da Dorothy Arzner.

## Trama
Mentre ballano al Palais Royale di Akron (Ohio), Bubbles, una cinica ballerina di fila bionda, e Judy O'Brien, un'aspirante giovane ballerina, incontrano Jimmy Harris, il rampollo di una ricca famiglia. Entrambe le donne sono attratte da Jimmy, un giovane tormentato che è ancora innamorato della sua ex-moglie Elinor. Tornate a New York, Bubbles trova lavoro in un club di burlesque, mentre madame Basilova, l'insegnante e manager delle ragazze, organizza un'audizione per Judy con l'impresario di balletto Steve Adams. Mentre si dirigono all'appuntamento madame Basilova viene investita da un'auto e uccisa, e Judy, sola e intimidita dagli altri ballerini, fugge prima di poter incontrare Steve. Mentre lascia l'edificio, Judy si ritrova in ascensore con Steve, che le offre un passaggio in taxi, ma lei non è a conoscenza di chi sia, e rifiuta la sua offerta. Poco dopo, Bubbles, ora conosciuta col nome d'arte di "Tiger Lily, la regina del burlesque", offre a Judy un lavoro come sua assistente nello spettacolo burlesque dei Bailey Brothers e Judy, disperata perché da troppo senza lavoro, accetta. Una notte, sia Jimmy che Steve vanno alla performance burlesque, e dopo lo spettacolo Judy lascia il locale con Jimmy e fa a pezzi il biglietto che Steve aveva lasciato per lei. La sera dopo, mentre è in un nightclub con Judy, Jimmy ha una rissa con il nuovo marito della sua ex-moglie, e il giorno dopo le loro foto appaiono sul giornale. Bubbles, furiosa con Judy per averle rubato Jimmy, si precipita nell'appartamento della ragazza, dove trova Jimmy ubriaco sulla soglia e lo porta via verso l'ufficio comunale dei matrimoni. Nel frattempo anche la segretaria di Steve, Miss Olmstead, vede la foto di Judy sul giornale e la identifica come la ballerina che è venuta alle audizioni. Quella sera, Steve partecipa nuovamente alla performance di Judy, la quale fa un discorso al pubblico sul peccato di vedere le donne solo oggetti. A questo discorso fa seguito  uno scontro tra lei e Bubbles su Jimmy. Trasportata nottetempo in un commissariato di polizia, Judy verrebbe condannata a dieci giorni di prigione, ma ne è salvata da Steve. Il giorno dopo, quando Judy incontra il suo benefattore, riconosce Steve, che la saluta come la sua nuova scoperta e promette di farla diventare una star.